# Linia kolejowa Borna – Großbothen
Linia kolejowa Borna – Großbothen – dawna lokalna linia kolejowa w Niemczech, w kraju związkowym Saksonia. Biegnie z Borna przez Bad Lausick do Großbothen. Linia została otwarta w 1937 roku i rozebrana w 1947.